# Расборы
 Расборы (лат. Rasbora) — род лучепёрых рыб семейства карповых. 
Мирные, стайные, в большинстве подвижные рыбы, в условиях аквариума держатся в верхнем и среднем слоях воды.
У большинства видов тело вытянуто в длину, некоторые виды с более коротким и сравнительно высоким телом, несколько уплощено с боков. Рот конечный, хвостовой плавник (С) двухлопастной. 
В природе населяют Южную и Юго-Восточную Азию, несколько видов — в Африке.
Расборы — широко распространенные и относительно неприхотливые аквариумные рыбы.

## Список видов
- Rasbora amplistriga Kottelat, 2000
- Rasbora aprotaenia Hubbs et Brittan in Brittan, 1954
- Rasbora argyrotaenia (Bleeker, 1850)
- Rasbora atridorsalis Kottelat et Chu, 1987
- Rasbora aurotaenia Tirant, 1885
- Rasbora baliensis Hubbs et Brittan in Brittan, 1954
- Rasbora bankanensis (Bleeker, 1853)
- Rasbora beauforti Hardenberg, 1937
- Борапетенская расбора, краснохвостая) расбора Rasbora borapetensis Smith, 1934
- Rasbora borneensis Bleeker, 1860
- Rasbora brittani Axelrod, 1976
- Rasbora bunguranensis Brittan, 1951
- Rasbora calliura Boulenger, 1894
- Пятнистохвостая расбора,пестрохвостая расбора Rasbora caudimaculata Volz, 1903
- Rasbora caverii (Jerdon, 1849)
- Rasbora cephalotaenia (Bleeker, 1852)
- Rasbora chrysotaenia Ahl, 1937
- Расбора индийская, Расбора синеполосая Rasbora daniconius (Hamilton, 1822)
- Rasbora dorsinotata Kottelat et Chu, 1987
- Rasbora dorsiocellata Duncker, 1904
- Rasbora dusonensis (Bleeker, 1851)
- Rasbora einthovenii (Bleeker, 1851)
- Rasbora elegans Volz, 1903
- Rasbora ennealepis Roberts, 1989
- Rasbora gerlachi Ahl, 1928
- Rasbora gracilis Kottelat, 1991
- Rasbora hobelmani Kottelat, 1984
- Rasbora hosii Boulenger, 1895
- Rasbora hubbsi Brittan, 1954
- Rasbora jacobsoni Weber et de Beaufort, 1916
- Rasbora johannae Siebert et Guiry, 1996
- Rasbora kalbarensis Kottelat, 1991
- Расбора клоун Rasbora kalochroma (Bleeker, 1851)
- Rasbora kottelati Lim, 1995
- Rasbora labiosa Mukerji in Hora et Mukerji, 1935
- Rasbora lateristriata (Bleeker, 1854)
- Rasbora laticlavia Siebert et Richardson, 1997
- Rasbora leptosoma (Bleeker, 1855)
- Rasbora meinkeni de Beaufort, 1931
- Краснополосая расбора, Расбора краснолинейная, Расбора малайская Rasbora pauciperforata Weber et de Beaufort, 1916
- Rasbora paucisqualis Ahl in Schreitmüller, 1935
- Rasbora paviei Tirant, 1885
- Rasbora philippina Günther, 1880
- Rasbora rasbora (Hamilton, 1822)
- Rasbora reticulata Weber et de Beaufort, 1915
- Rasbora rubrodorsalis Donoso-Büchner et Schmidt, 1997
- Rasbora rutteni Weber et de Beaufort, 1916
- Rasbora sarawakensis Brittan, 1951
- Rasbora semilineata Weber et de Beaufort, 1916
- Rasbora septentrionalis Kottelat, 2000
- Rasbora spilocerca Rainboth et Kottelat, 1987
- Rasbora spilotaenia Hubbs et Brittan in Brittan, 1954
- Китайская расбора Rasbora steineri Nichols et Pope, 1927
- Rasbora subtilis Roberts, 1989
- Суматранская расбора Rasbora sumatrana (Bleeker, 1852)
- Rasbora tawarensis Weber et de Beaufort, 1916
- Rasbora tobana Ahl, 1934
- Rasbora tornieri Ahl, 1922
- Rasbora trifasciata Popta, 1905
- Трёхлинейная расбора Rasbora trilineata Steindachner, 1870
- Rasbora tubbi Brittan, 1954
- Rasbora tuberculata Kottelat, 1995
- Расбора огненная, Расбора перламутровая Rasbora vaterifloris Deraniyagala, 1930
- Rasbora volzii Popta, 1905
- Rasbora vulcanus Tan, 1999
- Rasbora wilpita Kottelat et Pethiyagoda, 1991

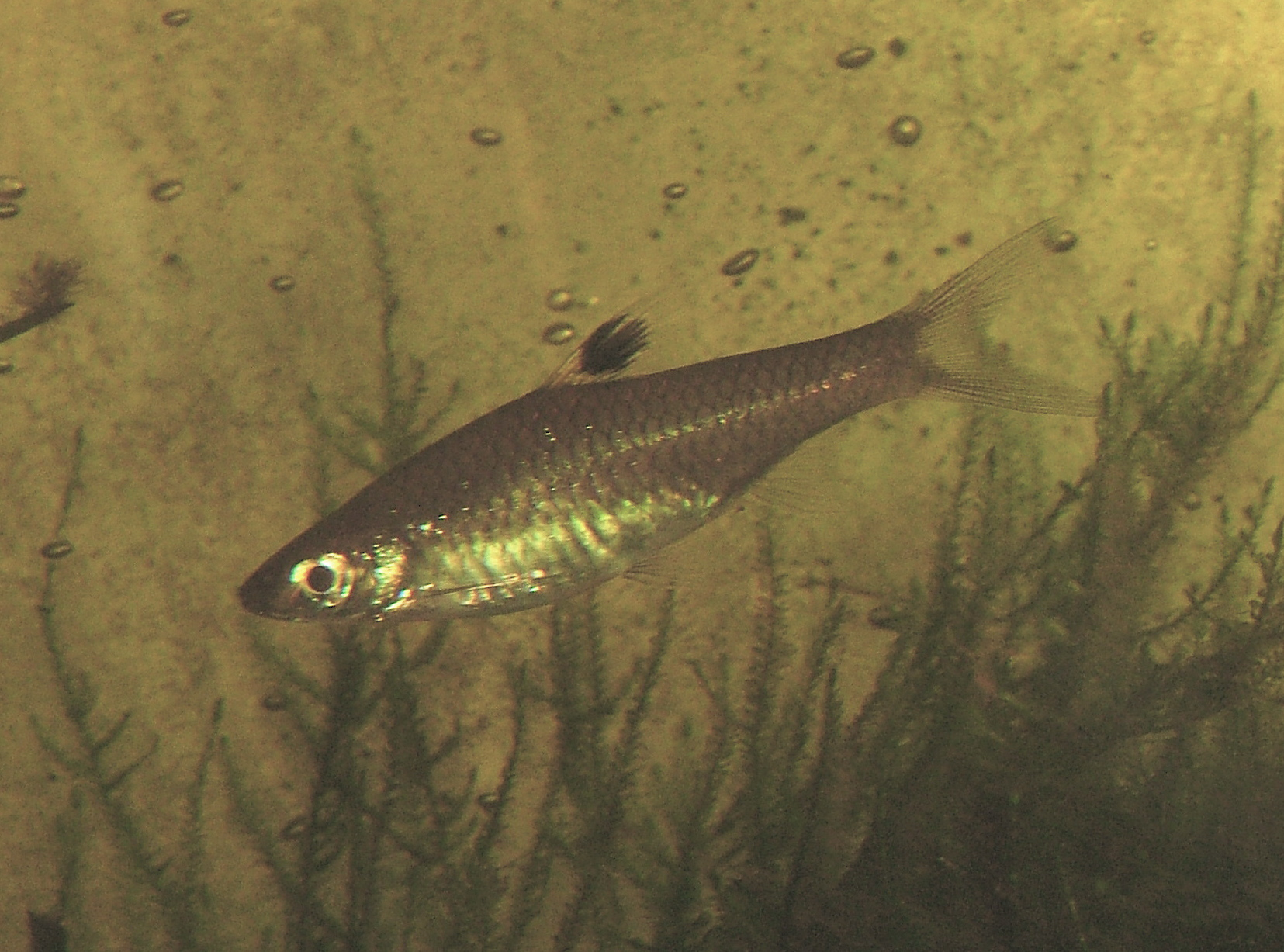
Rasbora dorsiocellata
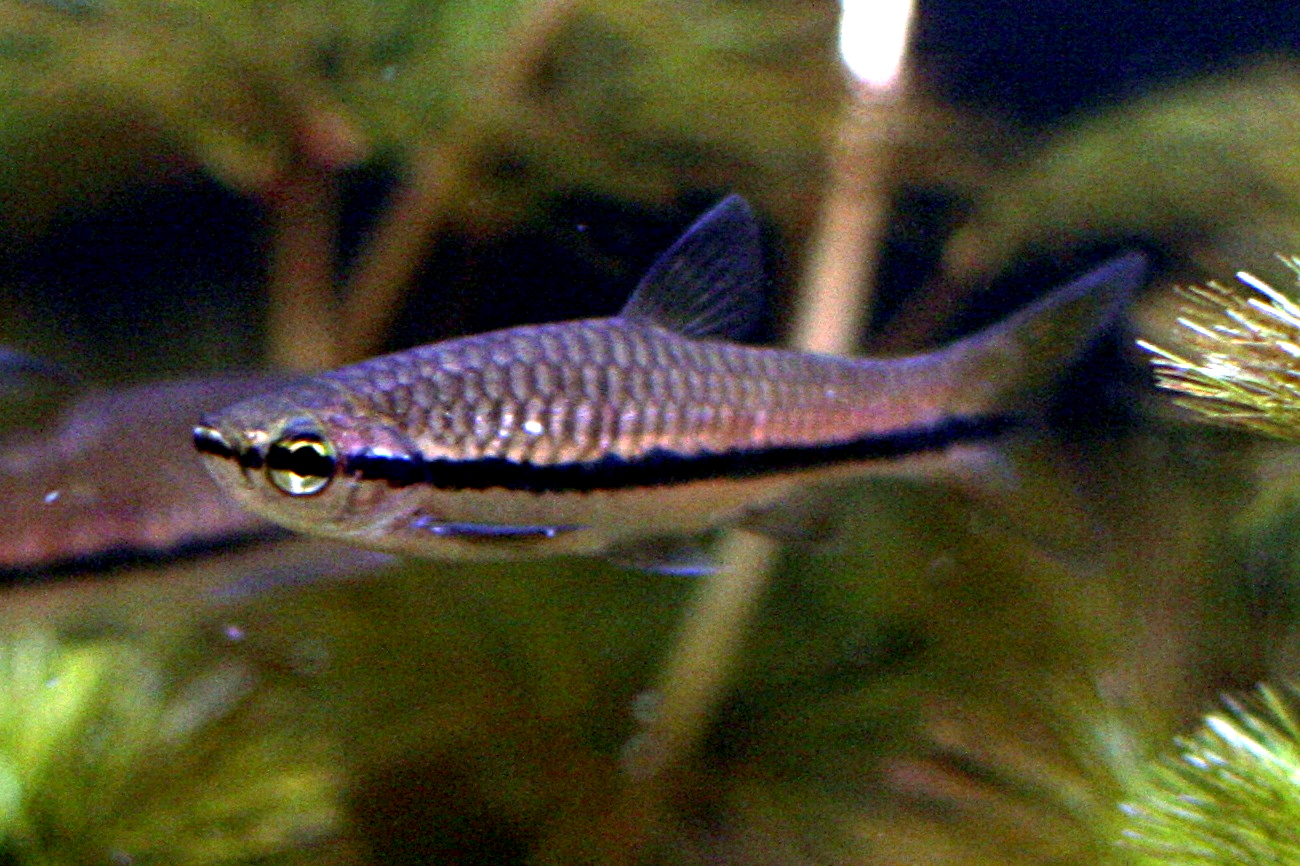
Rasbora einthovenii
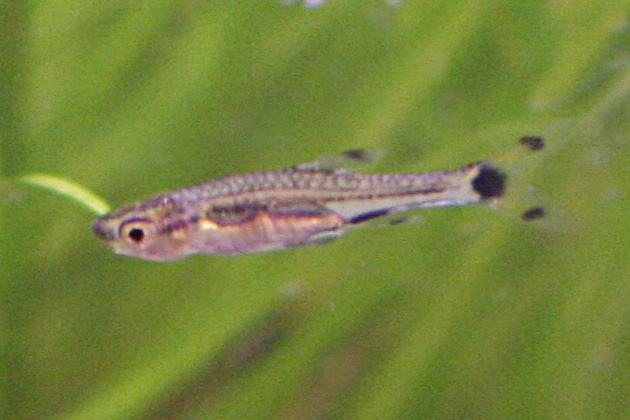
Rasbora spilocerca
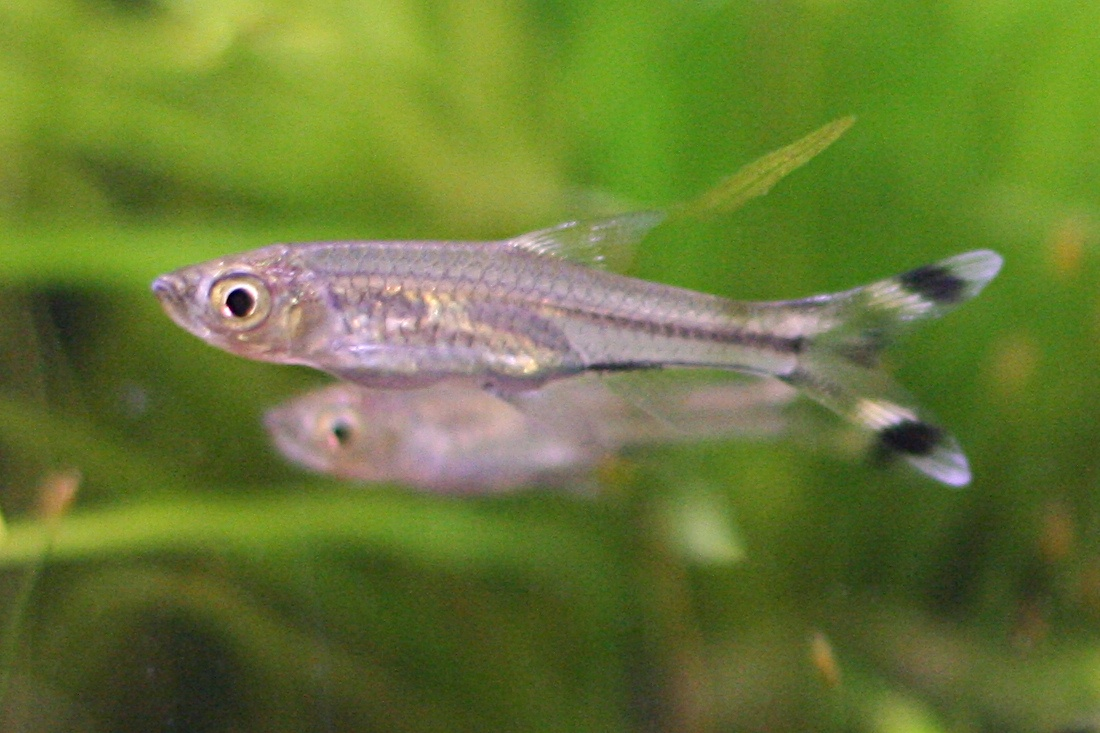
Трёхлинейная расбора Rasbora trilineata
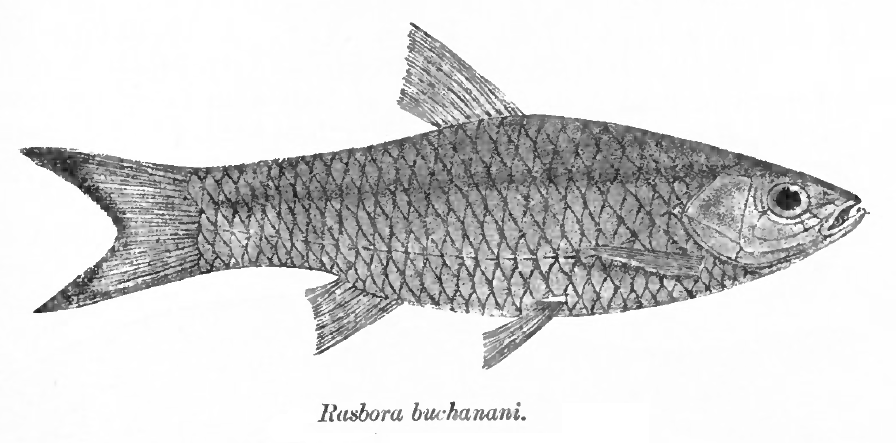
Rasbora rasbora